# Matrice PMNS
Nel modello standard della fisica delle particelle, la matrice di Pontecorvo-Maki-Nakagawa-Sakata, o semplicemente matrice PMNS (oppure matrice MNS), è una matrice unitaria che contiene informazioni sull'accoppiamento non idoneo tra stati quantici deboli di sapore e i neutrini. Questa matrice è stata introdotta nel 1962 dai fisici giapponesi Ziro Maki, Masami Nakagawa e Shōichi Sakata, per spiegare l'oscillazione del neutrino predetta da Bruno Pontecorvo. È l'equivalente della matrice CKM nel settore dei quark. 
Poiché l'oscillazione del neutrino è una scoperta recente, le proprietà della matrice PMNS non sono così ben conosciute come quelle della matrice CKM. Esperimenti sull'oscillazione del neutrino atmosferico e solare hanno evidenziato che due angoli di mescolamento della matrice PMNS sono grandi ed il terzo è piccolo. Questo è in netto contrasto con la matrice CKM in cui tutti e tre gli angoli sono piccoli gerarchicamente decrescenti. Nulla si sa della fase di violazione della parità CP della matrice PMNS.

## La matrice
Il modello standard della fisica delle particelle contiene tre generazioni o "sapori" di neutrini, {\displaystyle \nu _{e}}, {\displaystyle \nu _{\mu }}, e {\textstyle \nu _{\tau }} etichettati secondo i leptoni carichi ad essi associati nell'interazione debole a corrente carica. Questi tre autostati dell'interazione debole formano una base ortonormale completa per il neutrino del modello standard. Similmente, si può costruire una base dai tre stati di neutrino di massa definita, {\displaystyle \nu _{1}}, {\displaystyle \nu _{2}}, e {\displaystyle \nu _{3}}, che diagonalizzano l'hamiltoniana libera del neutrino. Le osservazioni dell'oscillazione del neutrino hanno determinato sperimentalmente che per i neutrini, come per i quark, queste due basi non sono le stesse - sono "ruotati" l'uno rispetto all'altro. Ogni autostato di sapore può quindi essere scritto come una sovrapposizione degli autostati di massa, e viceversa. La matrice PMNS, con componenti {\displaystyle U_{\alpha \,i}} corrispondenti all'ampiezza dell'autostato di massa {\displaystyle i} in sapore {\displaystyle \alpha \,}, parametrizza la trasformazione unitaria tra le due basi:
{\displaystyle {\begin{bmatrix}{\nu _{e}}\\{\nu _{\mu }}\\{\nu _{\tau }}\end{bmatrix}}={\begin{bmatrix}U_{e1}&U_{e2}&U_{e3}\\U_{\mu 1}&U_{\mu 2}&U_{\mu 3}\\U_{\tau 1}&U_{\tau 2}&U_{\tau 3}\end{bmatrix}}{\begin{bmatrix}\nu _{1}\\\nu _{2}\\\nu _{3}\end{bmatrix}}~.}
Il vettore a sinistra rappresenta un generico neutrino espresso nella base dei sapori, e a destra c'è la matrice PMNS moltiplicata da un vettore che rappresenta lo stesso neutrino nella base delle masse. Un neutrino di sapore {\displaystyle \alpha } è quindi uno stato "misto" di neutrini di massa definita: se si potesse misurare direttamente la massa di quel neutrino, si trovare il valore di massa {\displaystyle m_{i}} con probabilità {\displaystyle |U_{\alpha \,i}|^{2}}.
La matrice PMNS per gli antineutrini è identica alla matrice per i neutrini sotto la simmetria CPT.
A causa delle difficoltà di rivelare i neutrini, è molto più difficile determinare i singoli coefficienti rispetto alla corrispondente matrice per i quark (la matrice CKM).